# John Davis (Gewichtheber)

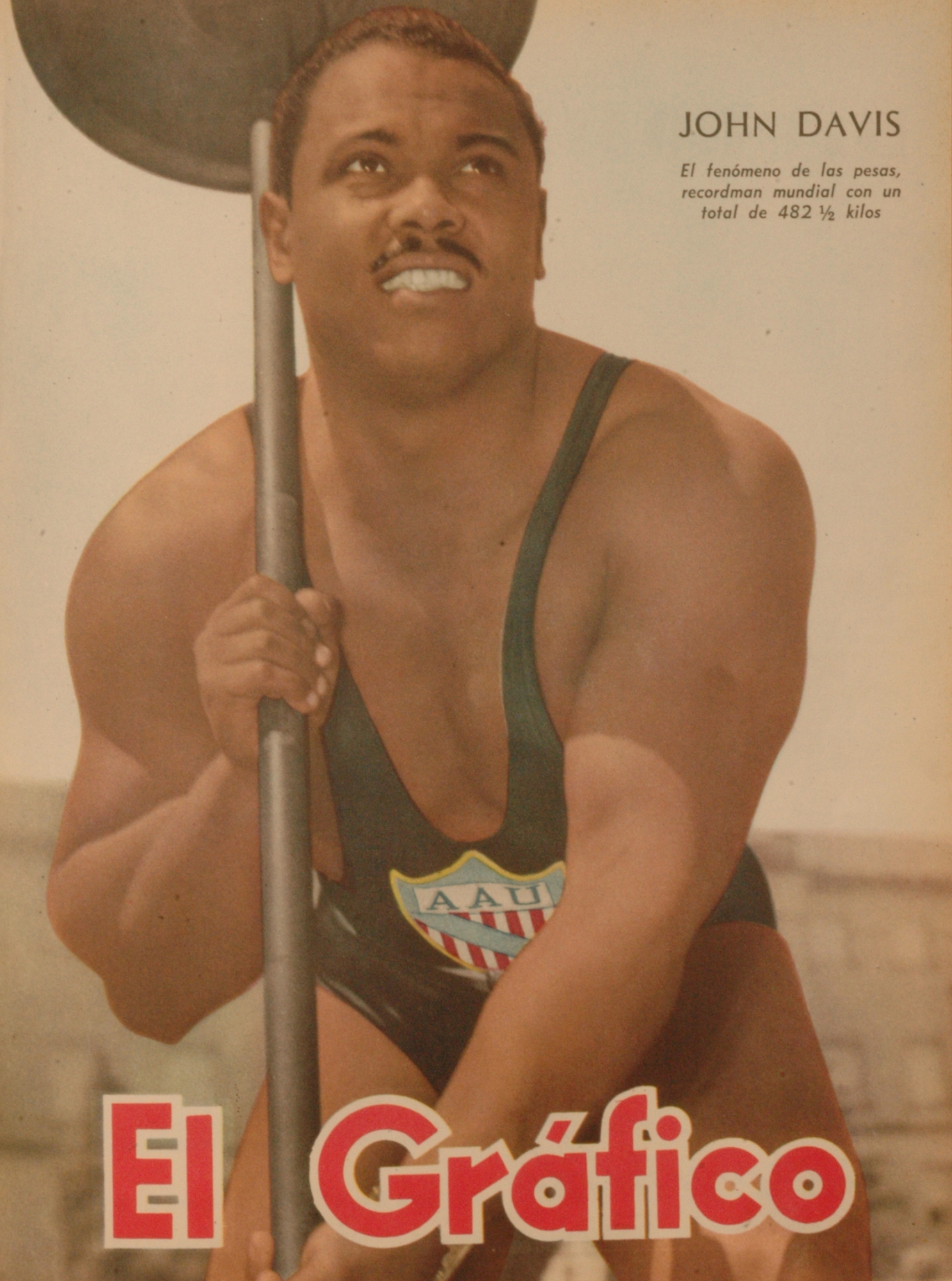
John Davis

John Davis (* 12. Januar 1921 in Smithtown, Long Island, New York; † 13. Juli 1984) war ein US-amerikanischer Gewichtheber.

## Leben
John wuchs in Brooklyn, New York, auf. Als Kind und Jugendlicher trieb er alle möglichen Sportarten wie Turnen, Schwimmen, Baseball und Leichtathletik. Ein regionaler Gewichtheber-Trainer, Steve Wolsky, wurde auf den kräftigen jungen Mann aufmerksam und animierte ihn zum Gewichtheben. John Davis hatte die ihm auf den Leib geschnittene Sportart gefunden. Damals war er 16 Jahre alt. 1937 hob er bei seinem ersten Wettkampf 270 kg im olympischen Dreikampf. Im Frühjahr 1938 erreichte er bereits 365 kg und wurde vom amerikanischen Gewichtheber-Verband zu den Weltmeisterschaften 1938 in Wien mitgenommen. Dort war er die große Sensation, denn er gewann als 17-Jähriger überlegen den WM-Titel im Halbschwergewicht vor dem Titelverteidiger Fritz Haller, Österreich und dem Olympiasieger Louis Hostin, Frankreich. Ein Traumstart für eine Karriere, die letztendlich bis 1955 dauern und John Davis zwei olympische Goldmedaillen bescheren sollte (1948 und 1952).
Nach Beendigung seines Militärdienstes konnte Davis schließlich im Jahr 1946 seine Erfolgsserie fortsetzen, als er bei der Weltmeisterschaft in Paris seinen zweiten von insgesamt sechs Titeln holte. Doch neben seinen Erfolgen sorgte Davis auch außerhalb der Wettkampfbühne für Aufsehen. So stieß er am 13. September 1949 in Paris die berühmte Achse des französischen Kraftathleten Louis Apollon im Gewicht von 182,5 kg mit freiem Umsetzen, was vor ihm nur der Olympiasieger im Gewichtheben von 1924 Charles Rigoulot geschafft hatte. Die Schwierigkeiten beim Heben dieser Achse bildeten zum einen ihr großer Durchmesser, womit diese kaum mit den Händen umfasst werden konnte, und zum anderen die Tatsache, dass die daran befestigten Eisenbahnräder starr montiert waren und sich somit nicht drehten, was wiederum die Handgelenke extrem belastete.
John Davis war gegenüber seinen Kontrahenten ein vergleichsweise leichter Schwergewichtler, der nur ca. 105 kg wog. Er wurde zweimal Olympiasieger und gewann bei Weltmeisterschaften insgesamt sechs Gold- und eine Silbermedaille. Weitere mögliche olympische Medaillen blieben Davis hingegen versagt, da die Olympischen Spiele 1940 und 1944 aufgrund des Zweiten Weltkrieges nicht ausgetragen wurden.

### Internationale Erfolge
| Jahr  | Platz | Wettbewerb                              | Gewichtsklasse | Ergebnisse                                                                                    |
| 1938, | 1.    | WM in Wien                              | Halbschwer     | mit 387,5 kg, vor Fritz Haller, Österreich, 377,5 kg und Louis Hostin, Frankreich, 372,5 kg   |
| 1940  | 2.    | Mittel-Atlantic-Meisterschaft           | Schwer         | mit 427,5 kg, hinter Steve Stanko, USA, 432,5 kg                                              |
| 1946  | 1.    | WM in Paris                             | Schwer         | mit 435 kg, vor Jakow Kuzenko, UdSSR, 415 kg und Mohammed Geissa, Ägypten, 395 kg             |
| 1947  | 1.    | WM in Philadelphia                      | Schwer         | mit 455 kg, vor Norbert Schemansky, USA, 412,5 kg und Vaclav Becvar, Tschechoslowakei, 360 kg |
| 1948  | Gold  | OS in London                            | Schwer         | mit 452,5 kg, vor Norbert Schemansky, 425 kg und Abraham Charité, Niederlande, 412,5 kg       |
| 1949  | 1.    | WM in Scheveningen                      | Schwer         | mit 442,5 kg, vor Petersen, Dänemark, 390 kg und Allard, Belgien, 387,5 kg                    |
| 1950  | 1.    | WM in Paris                             | Schwer         | mit 462,5 kg, vor Jakow Kuzenko, 422,5 kg und Lloyd Barnett, England, 400 kg                  |
| 1951  | 1.    | Panamerikanische Spiele in Buenos Aires | Schwer         | mit 482,5 kg, vor Lennox Kilgour, Trinidad, 402,5 kg und Ferreira, Argentinien, 400 kg        |
| 1951  | 1.    | WM in Mailand                           | Schwer         | mit 432,5 kg, vor James Bradford, USA, 427,5 kg und Mohammed Geissa, 407,5 kg                 |
| 1952  | Gold  | OS in Helsinki                          | Schwer         | mit 460 kg, vor James Bradford, 437,5 kg und Humberto Selvetti, Argentinien, 432,5 kg         |
| 1953  | 2.    | WM in Stockholm                         | Schwer         | mit 457,5 kg hinter Doug Hepburn, Kanada, 467,5 kg und vor Humberto Selvetti, 450 kg          |
| 1954  | 2.    | Intern. Gewichtheber-Turnier in Paris   | Schwer         | mit 452,5 kg, hinter Norbert Schemansky, 477,5 kg                                             |

Erläuterungen
- alle Wettkämpfe im Olympischen Dreikampf, bestehend aus beidarmigem Drücken, Reißen und Stoßen
- Halbschwergewicht damals bis 82,5 kg, Schwergewicht bis 1950 ab 82,5 kg, ab 1951 ab 90 kg Körpergewicht

### Nationale Erfolge
John Davis wurde 1939 und 1940 US-amerikanischer Meister im Halbschwergewicht und 1941, 1942, 1943, 1946, 1947, 1948, 1950, 1951, 1952 und 1953 im Schwergewicht.

### Weltrekorde
im beidarmigen Drücken:
- 151,5 kg, 1948 in Cleveland, S,
- 152 kg, 1948 in Chicago, S,
- 152,5 kg, 1951 in Buenos Aires, S,
- 155 kg, 1951 in Los Angeles, S

im beidarmigen Reißen:
- 125 kg, 1940 in New York, HS,
- 139,5 kg, 1947 in Philadelphia, S,
- 140,5 kg, 1948 in Cleveland, S,
- 141 kg, 1948 in Chicago, S,
- 142,5 kg, 1948 in London, S,
- 148 kg, 1950 in York, S,
- 148,5 kg, 1950 in York, S,
- 149,5 kg, 1951 in Buenos Aires, S

im beidarmigen Stoßen:
- 160 kg, 1939 in New York, HS,
- 174,5 kg, 1947 in Philadelphia, S,
- 175 kg, 1948 in Philadelphia, S,
- 177,5 kg, 1949 in York, S,
- 180 kg, 1951 in Detroit, S,
- 182,5 kg, 1951 in Los Angeles

im olympischen Dreikampf:
- 387,5 kg, 1938 in Wien, HS,
- 455 kg, 1947 in Philadelphia, S,
- 460 kg, 1949 in New York, S,
- 467,5 kg, 1950 in York, S,
- 482,5 kg, 1951 in Buenos Aires, S